# Stadion Centralny w Karasuu
Stadion Centralny – wielofunkcyjny stadion w Karasuu, w Kirgistanie. Obiekt może pomieścić 6000 widzów. Swoje spotkania rozgrywa na nim drużyna Dżasztyk-Ak-Ałtyn Karasuu.